# Hornflikmossa
Hornflikmossa (Lophozia longidens) är en bladmossart som först beskrevs av Sextus Otto Lindberg, och fick sitt nu gällande namn av John Macoun. Enligt Catalogue of Life ingår Hornflikmossa i släktet flikmossor och familjen Scapaniaceae, men enligt Dyntaxa är tillhörigheten istället släktet flikmossor och familjen Lophoziaceae. Arten är reproducerande i Sverige. Inga underarter finns listade i Catalogue of Life.